# Уйта (станция, Вологодская область)
Уйта —  населённый пункт (тип:железнодорожная станция) в Кадуйском районе Вологодской области, посёлок при станции Уйта Волховстроевского отделения Октябрьской железной дороги. Населённый пункт входит в состав сельского поселения Семизерье.  

## География
Расположена на берегах реки Сивец. 
Расстояние по автодороге до районного центра Кадуя — 27 км, до центра муниципального образования деревни Малая Рукавицкая — 25 км. Ближайшие населённые пункты — Ворон, Сидорово, деревня Уйта.

## Топоним
Населённый пункт носит статус  (железнодорожная станция) и название станции Уйта. Та, в свою очередь, по деревне Уйта, где,  по первоначальному проекту,   должна была пройти железная дорога. После изменения проекта станция была построена в 5 км к юго-востоку от деревни, но название сохранилось.

## История
Станция была построена в 1902 году. При станции выросло  поселение семей железнодорожников. 
Входила Уйта до 2015 года в Рукавицкое сельское поселение), с точки зрения административно-территориального деления — в Чупринский сельсовет.

## Население
| 2010 |
| ---- |
| 14   |

По переписи 2002 года население — 39 человек (18 мужчин, 21 женщина). Всё население — русские.

## Инфраструктура
Путевое хозяйство. Действует железнодорожная станция Уйта.

## Транспорт
Автомобильный и железнодорожный транспорт.